# Huracán Blanca (2015)
El huracán Blanca fue el primer ciclón tropical registrado en tocar tierra en Baja California en un año determinado. Los orígenes de Blanca se formó cuando era una depresión tropical el 31 de mayo, Blanca inicialmente luchó por organizarse debido a la fuerte cizalladura del viento. Sin embargo, una vez que esto disminuyó, el sistema aprovechó las altas temperaturas de la superficie del mar y una amplia humedad. Después de convertirse en una tormenta tropical el 1 de junio, Blanca se intensificó rápidamente el 2 y 3 de junio, convirtiéndose en un poderoso huracán de categoría 4 en la escala de huracanes de Saffir-Simpson; los vientos máximos sostenidos alcanzaron 145 mph (230 km/h) en este momento. Blanca provocó una tremenda afluencia de agua más fría, lo que provocó un período de debilitamiento. Blanca se recuperó gradualmente de esto y recuperó brevemente el estatus de categoría 4 el 6 de junio, ya que se movía generalmente hacia el noroeste, hacia la península de Baja California. Las aguas más frías y el aumento en la cizalladura nuevamente provocaron el debilitamiento el 7 de junio y el sistema golpeó a Baja California Sur el 8 de junio como una tormenta tropical débil. Rápidamente se degradó a una depresión y se disipó temprano al día siguiente.
Aunque Blanca permaneció lejos de Jalisco, las grandes olas y las corrientes de resaca producidas por el huracán se cobraron cuatro vidas. En el noroeste de México, los avisos y advertencias se levantaron antes de que la tormenta tocara tierra. Blanca causó generalmente daños leves en la región, que consistieron en árboles caídos y líneas eléctricas. La humedad remanente del sistema se extendió por el suroeste de los Estados Unidos, lo que provocó varios días de tormentas dispersas. Las inundaciones repentinas ocurrieron en varios estados, arrasando carreteras y dañando hogares, aunque los efectos generales fueron limitados.

## Historia meteorológica

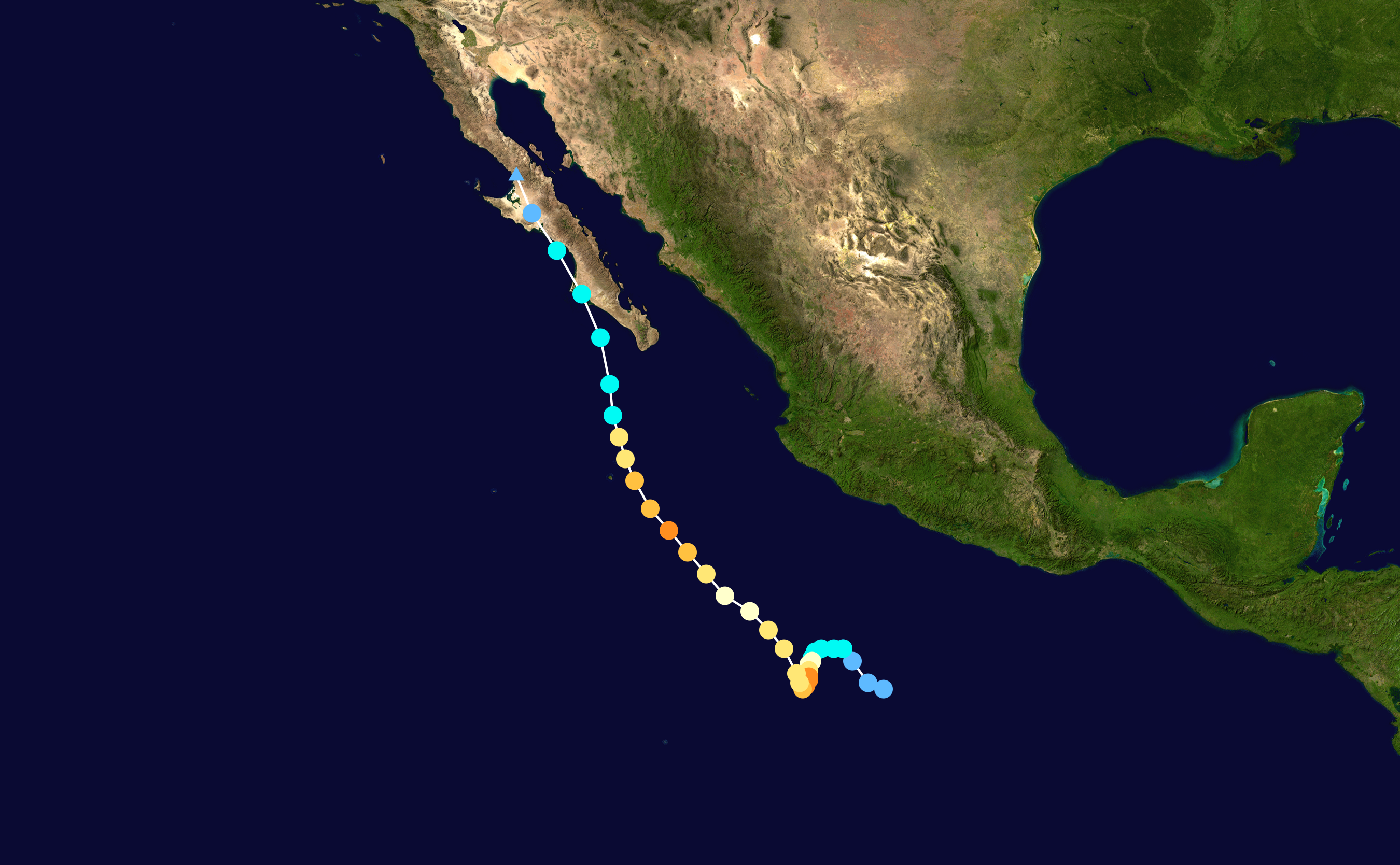
Mapa del huracán Blanca que traza la trayectoria y la intensidad de la tormenta, de acuerdo con la escala de huracanes de Saffir-Simpson

El 26 de mayo de 2015, una onda tropical atravesó Centroamérica y entró en el Pacífico Oriental. Durante los días siguientes se produjo poco desarrollo a medida que el sistema se desplazaba hacia el oeste. La actividad convectiva finalmente floreció el 30 de mayo y, tras la consolidación de una depresión superficial, fue clasificada como depresión tropical a las 12:00 UTC del 31 de mayo. En ese momento, la depresión estaba situada a 595 km al sur-suroeste de Acapulco de Juárez en México. Inicialmente, el sistema se desvió hacia el noroeste a lo largo del borde de una cresta débil; sin embargo, las corrientes conductoras pronto colapsaron y dejaron que la depresión serpenteara en la misma región general durante cuatro días.  La fuerte cizalladura del viento derivada del cercano huracán Andrés impidió la intensificación de la depresión naciente. Otros factores, incluida una atmósfera húmeda y temperaturas de la superficie del mar de 86 °F (30 °C), presentaron condiciones favorables para el desarrollo una vez que se relajó la cizalladura. La formación de un denso nublado central el 1 de junio marcó la transición a tormenta tropical, momento en el que al sistema se le asignó el nombre de Blanca. A medida que la cizalladura se relajó constantemente, las condiciones se volvieron excepcionalmente favorables para una rápida intensificación. En consecuencia, el Plan Estadístico de Predicción de la Intensidad de los Huracanes mostró un 90 por ciento de posibilidades de que los vientos aumenten a 45 mph (75 km/h) en 24 horas, entre las probabilidades más altas observadas por el pronosticador del Centro Nacional de Huracanes (NHC), Michael Brennan.

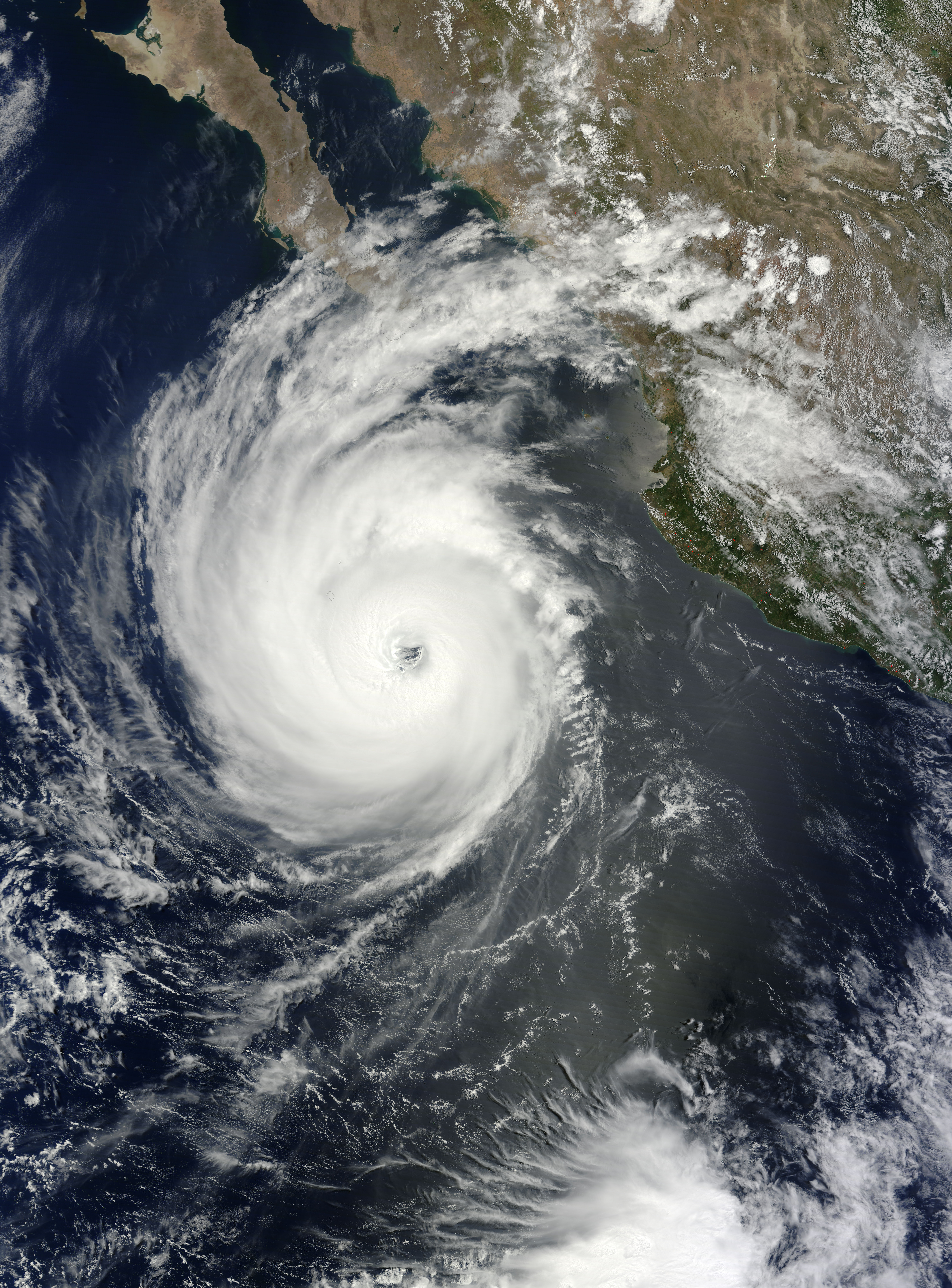
Huracán Blanca cerca de su fuerza máxima de manera inmediata el 6 de junio

El ambiente en los niveles superiores se volvió aún más favorable durante la noche del 1 al 2 de junio cuando se desarrolló un flujo anticiclónico sobre Blanca, proporcionando la ventilación necesaria para la intensificación. Girando hacia el sur a lo largo de un curso errático y a la deriva, se desarrolló una característica del ojo dentro de la masa convectiva de la tormenta el 2 de junio. Blanca alcanzó fuerza de huracán a las 18:00 UTC y experimentó una rápida intensificación a partir de entonces. Pronto apareció un pequeño ojo estenopeico en imágenes de satélite visibles e infrarrojas. Blanca, que alcanzó una gran intensidad de huracán a las 12:00 UTC del 3 de junio, marcó la aparición más temprana de la segunda tormenta de este tipo registrada en una temporada. El sistema presentaba un ojo pequeño y bien definido rodeado de una intensa convección. Horas más tarde, a las 18:00 UTC, el huracán alcanzó su fuerza máxima estimada como categoría 4 en la escala de huracanes de Saffir-Simpson (SSHS) con vientos máximos sostenidos de 145 mph (230 km/h) y una presión barométrica de 936 mbar. Dadas las continuas condiciones favorables, los meteorólogos del Centro Nacional de Huracanes (NHC) predijeron que Blanca alcanzaría el estatus de categoría 5, la clasificación más alta en la escala, que indica vientos superiores a 156 mph (251 km/h).
Contrariamente a lo previsto, Blanca, todavía casi estacionaria, pronto se degradó. La persistencia del huracán sobre el mismo lugar durante varios días resultó en un tremendo afloramiento de aguas más frías, con temperaturas debajo de la tormenta que cayeron de 30 a 21 °C (86 a 70 °F). Para agravar los efectos del agua más fría se produjo un ciclo de reemplazo de la pared del ojo. Esto resultó en un rápido debilitamiento, con vientos de Blanca cayendo a 90 mph (150 km/h) a las 12:00 UTC del 5 de junio. El núcleo de Blanca, que antes era pequeño, se expandió dramáticamente hasta alcanzar los 100 kilómetros de diámetro, con convección envolviéndolo asimétricamente. Durante este período, una cresta de nivel medio al norte del huracán se desplazó hacia el este y permitió a Blanca adquirir una trayectoria constante hacia el noroeste. La reintensificación se produjo el 6 de junio cuando el huracán se alejó de su estela fría y atravesó un área de agua más cálida.
A lo largo del 6 de junio, la estructura convectiva de Blanca se volvió más simétrica a medida que completaba su ciclo de reemplazo de la pared del ojo. Con la ayuda de una impresionante salida, el huracán recuperó el estatus de categoría 4 a las 12:00 UTC, marcando su intensidad máxima secundaria con vientos de 130 mph (215 km/h). Poco después, Blanca retrocedió sobre aguas más frías y comenzó a debilitarse. En este momento también se produjo un giro hacia el noroeste al rodear una cresta de nivel medio sobre México. El huracán pasó aproximadamente a 45 km (30 millas) al noreste de la isla Socorro el 7 de junio. Una estación meteorológica automatizada registró vientos sostenidos de 119 km/h (74 mph), con una ráfaga máxima de 163 km/h (101 mph). antes de que dejara de informar. Además, se observó una presión de 977,3 mbar (hPa; 28,86 inHg). La convección profunda se debilitó constantemente y el ojo del huracán se llenó a medida que disminuyeron los vientos.
El aumento de la cizalladura del viento aceleró el ritmo de debilitamiento, provocando que los centros de circulación de niveles medios y bajos de Blanca se desacoplaran. A las 18:00 UTC del 7 de junio, el huracán se degradó a tormenta tropical. Alrededor de las 10:30 UTC del 8 de junio, Blanca tocó tierra sobre la Isla Santa Margarita frente a la costa de Baja California Sur antes de tocar tierra firme, cerca de Puerto Argudin, a las 11:15 UTC. Esto marcó el aterrizaje más temprano conocido en el estado y la península, registrado durante un año calendario. Superó en un mes a la anterior, la tormenta tropical Calvin, el 8 de julio de 1993. Volviendo hacia el noroeste, el sistema emergió brevemente sobre el Océano Pacífico antes de debilitarse hasta convertirse en una depresión tropical. Blanca tocó tierra por tercera y última vez cerca de El Patrocinio alrededor de las 20:30 UTC. Al no existir más convección profunda, la depresión se degradó a una depresión remanente a principios del 9 de junio sobre la península central de Baja California antes de disiparse horas más tarde.

## Preparaciones e impacto

### México

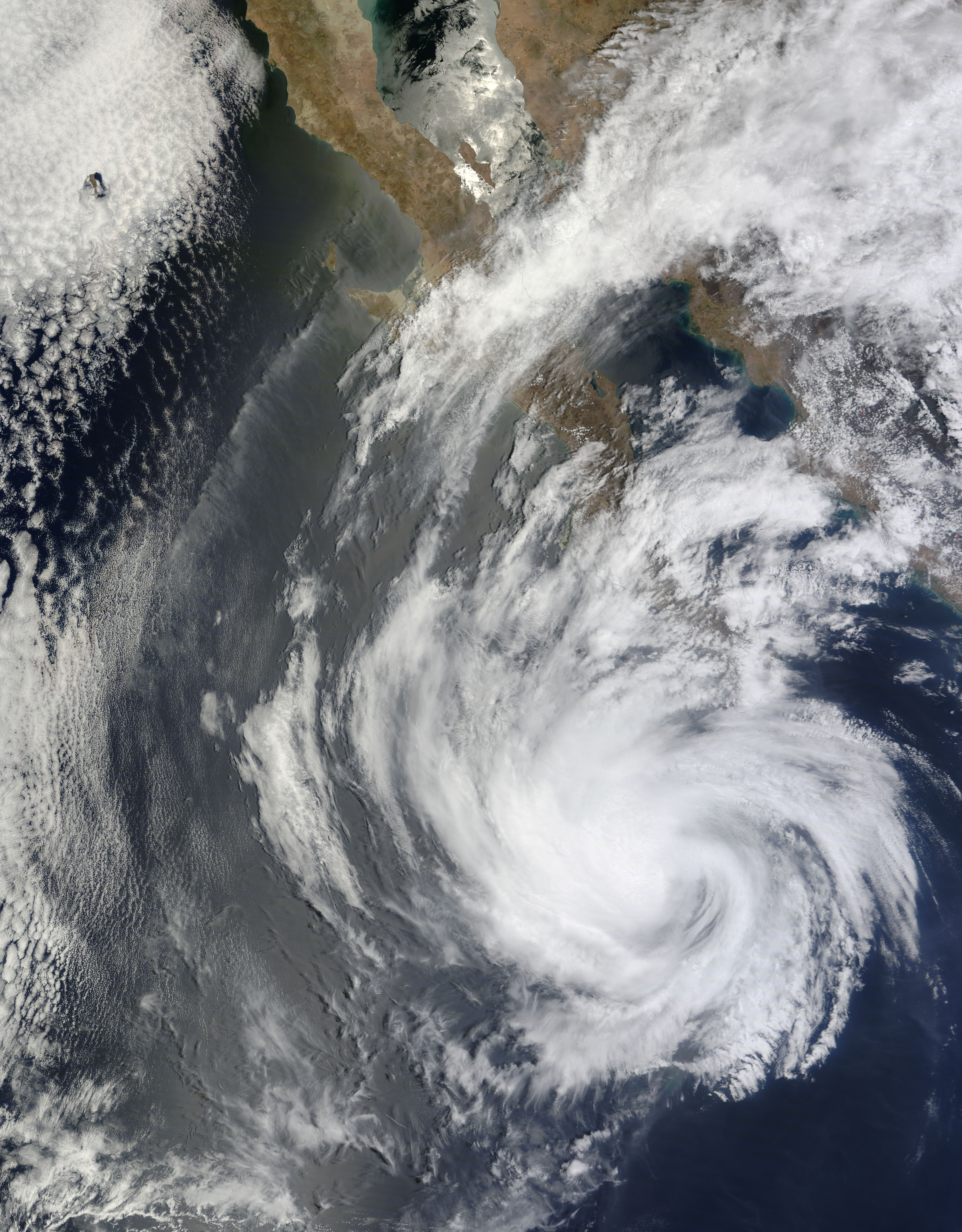
La tormenta tropical Blanca se acerca a la Península de Baja California el 7 de junio de 2015

El 3 de junio, se elevaron alertas de precaución en el sur de la península de Baja California y gran parte del oeste de México, debido a los posibles impactos del huracán. Dos días después, el Gobierno de México emitió una alerta de tormenta tropical para partes de Baja California Sur antes de actualizarla a advertencia el 6 de junio. Las advertencias finalmente se extendieron hacia el norte hasta Punta Abreojos. Se emitió temporalmente una alerta de huracán; sin embargo, el abrupto debilitamiento de Blanca el 7 de junio provocó su discontinuación. Todas las escuelas cerraron en Baja California Sur el 8 de junio. Un total de 3.300 efectivos del Ejército y la Armada de México fueron desplegados en Baja California Sur para garantizar la seguridad de los residentes. Ante la amenaza de olas de 5 m (16 pies), el puerto de Los Cabos suspendió sus operaciones. Dentro de Sonora, todas las escuelas de los municipios de Empalme, Guaymas y Hermosillo fueron canceladas para el 8 de junio.
Olas de hasta 16 pies (5 m) dañaron instalaciones costeras en Puerto Vallarta, Jalisco. Un surfista fue arrastrado por corrientes de resaca cerca de Villa Obregón y requirió rescate; sin embargo, el rescatista también fue superado y ambos se ahogaron. Dos pescadores ignoraron las advertencias de permanecer en el puerto y murieron en medio del mar embravecido por el huracán. Blanca, que azotó Baja California Sur el 8 de junio, trajo vientos con fuerza de tormenta tropical y fuertes lluvias a la región. Los vientos sostenidos más fuertes se observaron en el Aeropuerto Internacional de Cabo San Lucas, alcanzando 46 mph (74 km/h), mientras que las ráfagas se midieron a 52 mph (84 km/h) en San Juanico. En todo el estado, los fuertes vientos derribaron líneas eléctricas y dejaron a 104.106 residentes sin electricidad. Sin embargo, alrededor del 90 por ciento de los cortes se solucionaron dentro de las 12 horas posteriores a la tormenta. Los vientos también rompieron algunas ventanas. Sinaloa experimentó efectos similares, con fuertes vientos que derribaron muchos árboles y destrozaron vallas publicitarias, principalmente en Los Mochis y Guasave.

### Estados Unidos

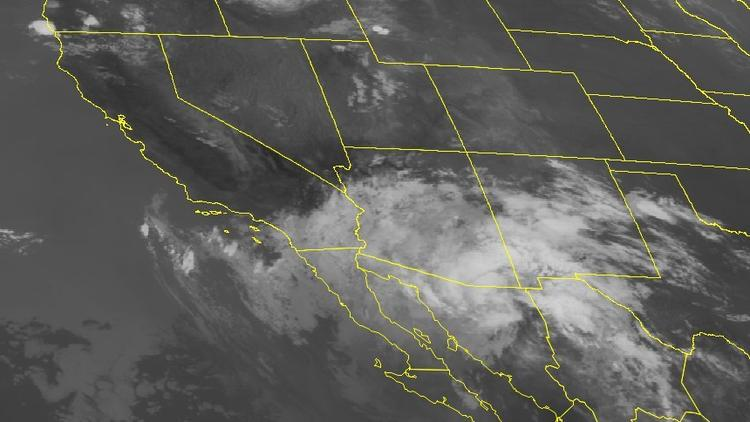
Los restos del huracán Blanca se extendieron por el noroeste de México y el suroeste de Estados Unidos el 10 de junio de 2015.

Los restos de Blanca, ayudados por una baja costera inusualmente tardía, trajeron varios días de tormentas dispersas al sudoeste de los Estados Unidos. Los efectos en California se concentraron principalmente en el Desierto de Mojave y la Gran Cuenca del sur. Los registros de precipitaciones diarias se rompieron en varias áreas, aunque las acumulaciones fueron generalmente menos de 1 pulgada (25 mm). Maricopa y Taft recibieron 1.5 pulgadas (38 mm) de lluvia en 30 minutos, lo que provocó inundaciones repentinas que atascaron los vehículos y provocaron el cierre temporal de la Ruta Estatal 166. Las inundaciones y los flujos de lodo cubrieron partes de la Ruta estatal 190 en el condado de Inyo, lo que provocó un accidente que lesionó a dos personas. Los vientos de la tormenta derribaron varios árboles, dos de los cuales cayeron en casas móviles. Se observó un granizo de hasta 1 pulgada (2,5 cm) de diámetro en Ford City. Algunas inundaciones tuvieron lugar en el condado de Santa Bárbara. Los daños en todo el estado ascendieron a $67,000.
Se registraron precipitaciones con un récord en partes de Arizona, con Yuma registrando precipitaciones mensurables solo por decimoséptima vez en junio desde que los registros comenzaron en 1876. Las precipitaciones ascendieron a 0.31 pulgadas (7.9 mm) en la ciudad, y 0.21 pulgadas (5.3 mm) cayeron en Tucson. En Six Mile Canyon en Nevada, cerca del límite de los condados de Lyon y Storey, cayó 1.13 pulgadas (29 mm) de lluvia en una hora, lo que provocó inundaciones repentinas. El daño se debió principalmente al paisajismo con efectos menores en los hogares El Pine Nut Creek normalmente seco en Dresslerville se elevó de 4 a 5 pies (1.2 a 1.5 m) en un corto período de tiempo, inundando nueve casas y cubriendo los bajos cruces de agua. Varias carreteras a través de los condados de Esmeralda, Eureka y Lander fueron inundadas. El daño en todo Nevada fue de $46,000.
Tras una precipitación superior a la media desde abril, las nuevas precipitaciones en Nuevo México provocaron inundaciones repentinas. Las carreteras fueron arrastradas cerca de la presa Conchas y se produjeron inundaciones menores cerca de Pojoaque. Una fuerte tormenta sobre la Nación Navajo en Nuevo México generó un breve tornado EF0 cerca de la sede de Napi. Se observó granizo de hasta 1,75 pulgadas (4,4 cm) de diámetro y las lluvias provocaron el desbordamiento del río Animas. El daño en el estado alcanzó $ 20,000. También se produjeron inundaciones repentinas en Utah, se observó una ráfaga de viento máxima de 70 mph (110 km/h) en la montaña Flattop en el condado de Emery.